# Calyptoproctus elegans
Espèce
Synonymes
Fulgora elegans Olivier, 1791
Calyptoproctus elegans est une espèce d'insectes hémiptères de la famille des Fulgoridae, de la sous-famille des Poiocerinae, de la tribu des Poiocerini et de la sous-tribu des Calyptoproctina. Elle est trouvée au Brésil, en Guyane, au Honduras et au Suriname.